# Ойген фон Тешен
Ойген Фердинанд Пиус Бернхард Феликс Мария Австрийски и Тешенски (на немски: Eugen Ferdinand Pius Bernhard Felix Maria von Österreich-Teschen) от династията Хабсбург е петдесет и осмият Велик магистър на рицарите от Тевтонския орден и многократно декориран австрийски ерцхерцог.